# WrestleMania VI
WrestleMania VI a fost cea de-a șasea ediție a pay-per-view-ului 
anual WrestleMania, organizat de promoția World Wrestling 
Federation. A avut loc pe data de 1 aprilie 1990 în arena Skydome din 
Toronto, Ontario, fiind prima ediție organizată în afara Statelor Unite.
Sloganul WrestleMania VI a fost The Ultimate Challenge, acesta fiind totodată și numele primit de 
main eventul serii - meciul dintre Hulk Hogan și The Ultimate Warrior. 
Meciul a contat atât pentru centura intercontinentală, deținută de Warrior, cât și pentru titlul de 
Campion WWF, deținut de Hulk Hogan.

## Rezultate
- Dark match: Paul Roma l-a învins pe The Brooklyn Brawler
  - Roma a câștigat prin pinfall.
- Rick Martel l-a învins pe Koko B. Ware (3:51)
  - Martel a câștigat prin submission, aplicând un Boston crab.
- Demolition (Ax și Smash) i-au învins pe The Colossal Connection (André the Giant și Haku) (însoțiți de Bobby Heenan), câștigând titlul de campioni mondiali pe echipe (9:30)
  - Ax a efectuat pin-ul asupra lui Haku, după o manevră Demolition Decapitation.
  - După meci, Heenan l-a lovit pe André, între cei trei iscându-se o altercație.
- Earthquake (însoțit de Jimmy Hart) l-a învins pe Hercules (4:52)
  - Earthquake l-a numărat pe Hercules după un Earthquake Splash.
- Brutus Beefcake l-a învins pe Mr. Perfect (însoțit de The Genius) (7:48)
  - Beefcake a câștigat prin pinfall, după ce  l-a lovit pe Perfect de marginea ringului.
- Roddy Piper l-a întâlnit pe Bad News Brown, meciul terminându-se cu un double countout (6:48)
  - Piper a apărut în ring vopsit pe jumătate negru, după ce Bad News Brown l-a catalogat ca fiind rasist.
- The Hart Foundation (Bret Hart si Jim Neidhart) i-au învins pe The Bolsheviks (Nikolai Volkoff și Boris Zhukov) (0:19)
  - Hart l-a numărat pe Zhukov după aplicarea unui Hart Attack.
- The Barbarian (însoțit de Bobby Heenan) l-a învins pe Tito Santana (4:33)
  - Barbarian a câștigat prin pinfall, după ce i-a aplicat lui Santana un Clothesline peste coarda superioară a ringului.
- Dusty Rhodes și Sapphire (însoțiți de Miss Elizabeth) i-au învins pe Randy Savage și Queen Sherri într-un meci mixt pe echipe (7:52)
  - Sapphire a numărat-o pe Sherri, după ce Miss Elizabeth a împins-o pe Sherri peste Sapphire.
- The Orient Express (Sato si Tanaka) (însoțiți de Mr. Fuji) i-au învins pe The Rockers (Shawn Michaels și Marty Jannetty) prin countout (7:38)
  - Jannety a fost cel responsabil de înfrângerea prin countout, fiind orbit de către Sato, care i-a aruncat sare în ochi.
- Jim Duggan l-a învins pe Dino Bravo (însoțit de Jimmy Hart și Earthquake) (4:15)
  - Duggan a câștigat prin pinfall, după ce l-a lovit cu bucata sa de lemn pe Bravo.
- Ted DiBiase (însoțit de Virgil) l-a învins pe Jake Roberts prin countout (11:50), recâștigând centura Million Dollar Championship
  - Virgil l-a aruncat pe Dibiase în ring, după ce ambii wreslteri implicați în luptă erau pasibili de un dublu K.O. în afara ringului.
- The Big Boss Man l-a învins pe Akeem (însoțit de Slick) (1:49)
  - Boss Man l-a numărat pe Akeem după un Boss Man Slam.
  - Dibiase l-a atacat pe Boss Man în afara ringului, chiar înainte de meci.
- Rick Rude (însoțit de Bobby Heenan) l-a învins pe Jimmy Snuka (3:59)
  - Rude i-a aplicat pin-ul lui Snuka după un Rude Awakening.
- Campionul intercontinental The Ultimate Warrior l-a învins pe Hulk Hogan, câștigând  titlul WWF Championship (22:51)
  - Warrior a câștigat prin pinfall, după aplicarea unui Warrior Splash, în meci fiind puse în joc ambele centuri.
  - În zilele imediat următoare, titlul Intercontinental a devenit vacant.

## Alți participanți
| Comentatori - Jesse Ventura - Gorilla Monsoon Arbitrii - Joey Marella - Earl Hebner - Danny Davis - Shane Stevens - Jim Korderas - John Benella Ring announcer - Howard Finkel | Reporteri - "Mean" Gene Okerlund - Sean Mooney |

## De reținut
- Imnul Canadei "O Canada" a fost interpretat la începutul festivității de către Robert Goulet.
- Un adolescent pe nume Adam Copeland (Edge) a vizionat spectacolul din rândul al unsprezecelea al sălii. Peste doisprezece ani, adolescentul avea să se întoarcă în arena Skydome, de această dată în ring, ca participant la a XVIII-a ediție WrestleMania. Și Dallas Page, care a fost cel care a condus Cadillac-ul roz ce făcea parte din intrarea lui The Honky Tonk Man, avea să revină peste doisprezece ani în ring, ca și concurent, la WrestleMania X8.
- WrestleMania VI a fost ultima ediție comentată de Gorlla Monsoon și Jesse Ventura, deoarece  Ventura a decis să părăsească WWF imediat după acest eveniment. Cei doi comentaseră toate edițiile WrestleMania disputate până în acel moment.
- Printre celebritățile prezente la eveniment s-au numărat Steve Allen, Rona Barrett, Robert Goulet și Mary Tyler Moore.